# Camacinia gigantea
Camacinia gigantea – gatunek ważki z rodziny ważkowatych (Libellulidae).